# Торейский аймак
Торейский аймак — административно-территориальная единица в составе Бурят-Монгольской (с 1958 — Бурятской) АССР, существовавшая в 1945—1960 годах. Административный центр — село Нижний Торей.
Нижний Торей аймак был образован 3 февраля 1945 года путём выделения из Джидинского аймака.
По данным 1945 года включал 4 сельсовета: Алцакский, Верхне-Торейский, Норинский и Нижне-Торейский. По данным 1960 года число с/с увеличилось до 8: Алцакский, Бургалтайский, Верхне-Торейский, Желтуринский, Каландарашвильский, Нарынский, Нижне-Торейский и Улекчинский.
3 декабря 1960 года Торейский аймак был упразднён, а его территория передана в Джидинский аймак.